# NGC 3321
NGC 3321 (другие обозначения — NGC 3322, MCG −2-27-10, UGCA 214, IRAS10363-1123, PGC 31653) — спиральная галактика (Sc) в созвездии Секстанта. Открыта Эндрю Коммоном в 1880 году.

## История открытия
Этот объект занесён в Новый общий каталог дважды, с обозначениями NGC 3321 и NGC 3322. Открытие Коммона попало в Новый общий каталог как NGC 3322. В 1887 году ту же галактику независимо открыл Фрэнк Ливенворт, и его открытие получило номер NGC 3321. Коммон указал верное прямое восхождение, но ошибочное склонение, в то время как Ливенворт ошибся в прямом восхождении, зато правильно указал склонение — вероятно, в определённый момент он перепутал на небе восток и запад. Оба астронома предоставили достаточно хорошее описание самой галактики. Первым, кто выяснил, что две записи соответствуют одному и тому же объекту, был Герберт Хоу. С учётом того, что в ближайших 30’ нет сравнимых по яркости галактик, этот вывод не вызывает сомнений.